# Karl Jakobi
Karl Emil Jakobi (* 31. August 1904 in Straßburg; † 3. April 1974 in Berlin) war ein deutscher Kommunist, Interbrigadist und Journalist. Er war Chefredakteur der SED-Zeitungen Schweriner Landes-Zeitung und Volksstimme in der DDR.

## Leben
Jakobi, Sohn eines Fleischers, wurde nach dem Besuch der Volksschule als Hilfsarbeiter tätig. Er trat 1926 der Kommunistischen Partei Deutschlands (KPD) bei und wurde Funktionär der KPD-Unterbezirksleitung Karlsruhe. 1930/31 war er Kursant der Internationalen Leninschule in Moskau. Anschließend setzte seine Tätigkeit als KPD-Funktionär auf dem Gebiet der Agitation und Propaganda fort und war bis März 1933 Redakteur der „Arbeiter-Zeitung“ in Mannheim. Nach Hitlers Machtergreifung war er von April bis Oktober 1933 im KZ Kislau inhaftiert. Nach seiner Entlassung nahm er die illegale Widerstandsarbeit wieder auf, war Politleiter der KPD-Bezirksleitung Hessen in Frankfurt am Main. Jakobi nahm Ende 1934 an der Reichskonferenz des KJVD in Moskau teil. Später emigrierte er in die Schweiz und nach Frankreich. Während des Spanischen Bürgerkriegs kämpfte er ab 1937 in den Internationalen Brigaden und erlitt eine schwere Verwundung. 1939 wurde er in Frankreich interniert und 1940 nach Deutschland ausgeliefert. Am 21. August 1941 wurde er vom Volksgerichtshof wegen „Vorbereitung zum Hochverrat“ zu lebenslanger Haft verurteilt. Er kam in das Zuchthaus Brandenburg und im Dezember 1943 in das KZ Sachsenhausen. Auf dem Todesmarsch im April 1945 wurde er von den Alliierten befreit.

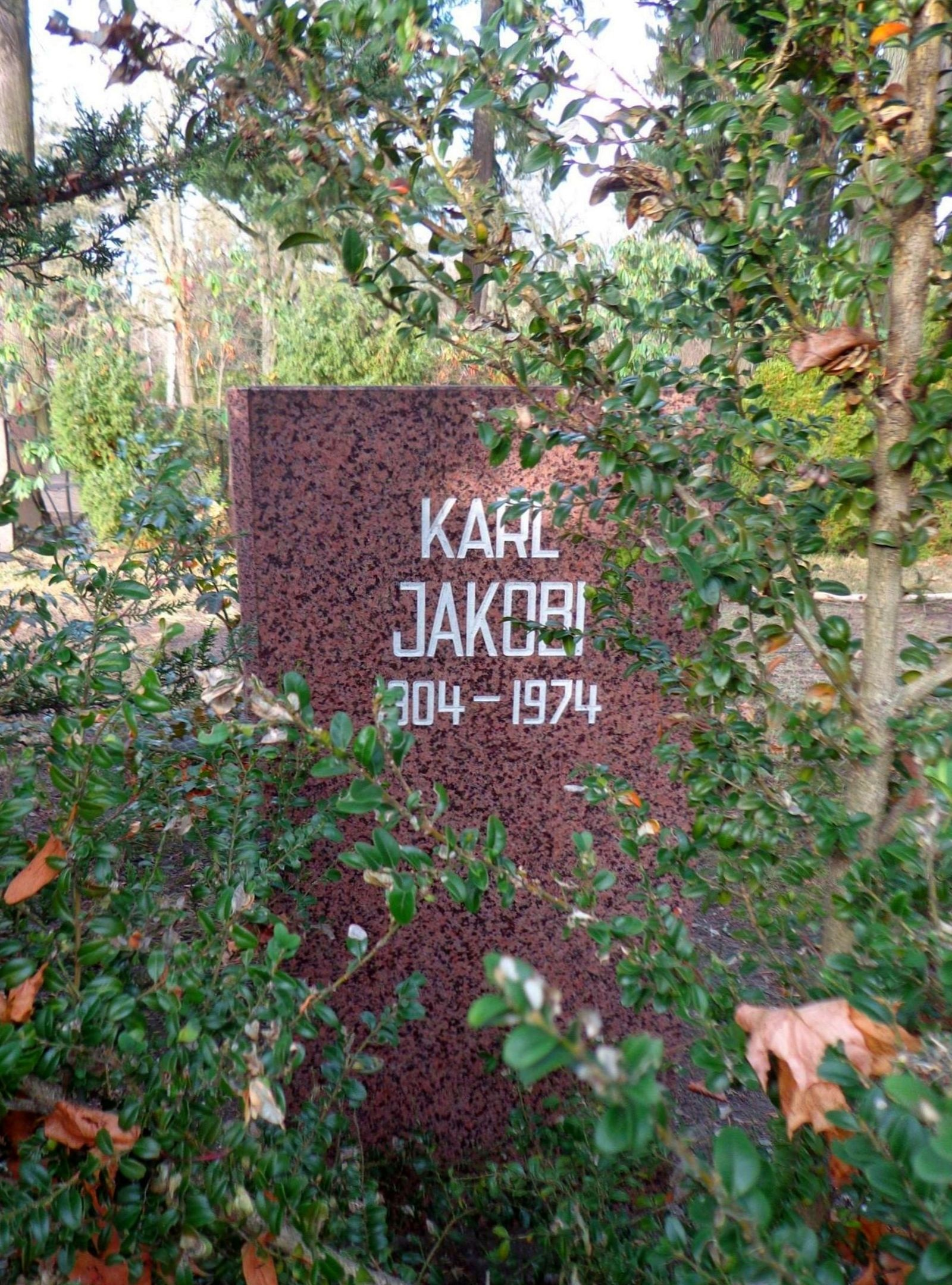
Grabstätte

Ab Juni 1945 wirkte er als Redakteur der Mecklenburger „Volkszeitung“ in Schwerin. Im April 1946 wurde er Mitglied der SED und Chefreporter der „Schweriner Landes-Zeitung“ (Nachfolger von Wilhelm Müller). Von 1949 bis 1951 war er Chefredakteur dieser Zeitung. Ab 1951 war er Mitarbeiter des „Neuen Deutschlands“ und von 1951 bis April 1953 Professor am Institut für Publizistik an der Universität Leipzig. Von Mai 1953 bis Juni 1958 fungierte er als Chefredakteur der „Volksstimme“ in Magdeburg als Nachfolger von Arno Gropp und Vorgänger von Herbert Kopietz. Anschließend war er von 1958 bis 1961 Korrespondent des Allgemeinen Deutschen Nachrichtendienstes (ADN) in Belgrad, dann von 1961 bis 1968 Redakteur der Zeitschrift „Dokumentation der Zeit“ am Deutschen Institut für Zeitgeschichte. 1968 ging er aus Gesundheitsgründen in Rente.
Jakobi starb im Alter von 69 Jahren in Berlin. Seine Urne wurde in der Grabanlage Pergolenweg des Berliner Zentralfriedhofs Friedrichsfelde beigesetzt.

## Auszeichnungen
- 6. Mai 1955 Vaterländischer Verdienstorden in Silber
- Hans-Beimler-Medaille
- Medaille für Kämpfer gegen den Faschismus 1933 bis 1945

## Weblink
- Karl Emil Jakobi im Professorenkatalog der Universität Leipzig (abgerufen am 29. Mai 2016)

| Personendaten    | Personendaten        |
| ---------------- | -------------------- |
| NAME             | Jakobi, Karl         |
| ALTERNATIVNAMEN  | Jakobi, Karl Emil    |
| KURZBESCHREIBUNG | deutscher Journalist |
| GEBURTSDATUM     | 31. August 1904      |
| GEBURTSORT       | Straßburg            |
| STERBEDATUM      | 3. April 1974        |
| STERBEORT        | Berlin               |